# Incizura jugulară a osului temporal
Incizura (scobitura) jugulară a osului temporal (Incisura jugularis ossis temporalis) este o scobitură adâncă pe marginea posterioară a feței inferioare a stâncii temporalului,  care împreună cu o incizura omoloagă de pe porțiunea laterală a osului occipital -  incizura jugulară a osului occipital (Incisura jugularis ossis occipitalis) - formează gaura jugulară (Foramen jugulare). Peretele posterior și medial al găurii jugulare este format de incizura jugulară a osului occipital , iar peretele anterior și lateral este format de incizura jugulară a osului temporal. De pe marginea incizurii jugulare a osului temporal se desprinde o spină osoasă - procesul intrajugular al osului temporal (Processus intrajugularis ossis temporalis).